# Campionat d'Europa de natació en piscina curta de 2009
El XIII Campionat d'Europa de Natació en Piscina Curta es va celebrar a Istanbul (Turquia) entre el 10 i el 13 de desembre de 2009 sota l'organització de la Lliga Europea de Natació (LEN) i la Federació Turca de Natació.
Les competicions es van celebrar a la Abdi İpekçi Arena de la ciutat turca.

## Participants
Dels 51 membres que formen part de la LEN, 41 van prendre part en aquesta edició. Albània i Liechtenstein van participar-hi per primera vegada.
| - Albània - Àustria - Azerbaidjan - Belarús - Bèlgica - Bòsnia i Hercegovina - Bulgària - Croàcia - Xipre - Txèquia - Dinamarca | - Estònia - Illes Fèroe - Finlàndia - França - Alemanya - Regne Unit - Grècia - Hongria - Islàndia - Irlanda - Israel | - Itàlia - Letònia - Liechtenstein - Lituània - Luxemburg - Països Baixos - Noruega - Polònia - Portugal - Romania - Rússia | - Sèrbia - Eslovàquia - Eslovènia - Espanya - Suècia - Suïssa - Turquia - Ucraïna |

## Resum de medalles

### Homes
- Resultats[2]

| Prova                 | Or                                                                               | Temps    | Plata                                                                             | Temps    | Bronze                                                                             | Temps    |
| 50 m lliure           | Frédérick Bousquet · França                                                      | 20,53    | Duje Draganja · Croàcia                                                           | 20,70    | Sergey Fesikov · Rússia                                                            | 20,84    |
| 100 m lliure          | Amaury Leveaux · França                                                          | 45,56    | Daniil Izotov · Rússia                                                            | 45,70    | Yevgeny Lagunov · Rússia                                                           | 46,06    |
| 200 m lliure          | Paul Biedermann · Alemanya                                                       | 1:39,81  | Daniil Izotov · Rússia                                                            | 1:40,08  | Nikita Lobintsev · Rússia                                                          | 1:41,52  |
| 400 m lliure          | Paul Biedermann · Alemanya                                                       | 3:34,55  | Nikita Lobintsev · Rússia                                                         | 3:35,75  | Mads Glæsner · Dinamarca                                                           | 3:36,82  |
| 1500 m lliure         | Jan Wolfgarten · Alemanya                                                        | 14:20,44 | Federico Colbertaldo · Itàlia                                                     | 14:25,68 | Mads Glæsner · Dinamarca                                                           | 14:26,74 |
| 50 m esquena          | Stanislav Donets · Rússia                                                        | 22,76    | Thomas Rupprath · Alemanya                                                        | 22,85    | Aschwin Wildeboer · Espanya                                                        | 23,07    |
| 100 m esquena         | Arkady Vyatchanin · Rússia · Stanislav Donets · Rússia                           | 48,97    | Cap                                                                               |          | Aschwin Wildeboer · Espanya                                                        | 49,05    |
| 200 m esquena         | Stanislav Donets · Rússia                                                        | 1:48,62  | Radoslaw Kawecki · Polònia                                                        | 1:49,13  | Evgeny Aleshin · Rússia                                                            | 1:49,31  |
| 50 m braça            | Aleksander Hetland · Noruega                                                     | 26,19    | Alessandro Terrin · Itàlia                                                        | 26,24    | Čaba Silađi · Sèrbia                                                               | 26,31    |
| 100 m braça           | Robin van Aggele · Països Baixos                                                 | 56,29    | Dániel Gyurta · Hongria                                                           | 56,72    | Igor Borysik · Ucraïna                                                             | 56,97    |
| 200 m braça           | Dániel Gyurta · Hongria                                                          | 2:00,67  | Grigory Falko · Rússia                                                            | 2:02,50  | Maxim Shcherbakov · Rússia                                                         | 2:03,76  |
| 50 m papallona        | Johannes Dietrich · Alemanya                                                     | 22,07    | Frédérick Bousquet · França                                                       | 22,17    | Yevgeny Korotyshkin · Rússia                                                       | 22,34    |
| 100 m papallona       | Yevgeny Korotyshkin · Rússia                                                     | 48,93    | Peter Mankoč · Eslovènia                                                          | 49,65    | Ivan Lenđer · Sèrbia                                                               | 49,79    |
| 200 m papallona       | Nikolay Skvortsov · Rússia                                                       | 1:49,46  | Paweł Korzeniowski · Polònia                                                      | 1:50,13  | Dinko Jukić · Àustria                                                              | 1:50,32  |
| 100 m estils          | Duje Draganja · Croàcia                                                          | 51,20    | Sergey Fesikov · Rússia                                                           | 51,29    | Peter Mankoč · Eslovènia                                                           | 51,52    |
| 200 m estils          | Markus Rogan · Àustria                                                           | 1:51,72  | Vytautas Janušaitis · Lituània                                                    | 1:52,22  | Alan Cabello · Espanya                                                             | 1:53,04  |
| 400 m estils          | László Cseh · Hongria                                                            | 3:57,27  | Dávid Verrasztó · Hongria                                                         | 4:00,10  | Gal Nevo · Israel                                                                  | 4:00,55  |
| Relleus 4×50 m lliure | França · Amaury Leveaux · Jérémy Stravius · David Maitre · Frédérick Bousquet    | 1:22,96  | Croàcia · Duje Draganja · Alexei Puninski · Mario Todorovic · Mario Delač         | 1:23,18  | Itàlia · Marco Orsi · Federico Bocchia · Filippo Magnini · Luca Dotto              | 1:23,64  |
| Relleus 4×50 m estils | Rússia · Stanislav Donets · Sergey Geybel · Yevgeny Korotyshkin · Sergey Fesikov | 1:31,80  | Alemanya · Thomas Rupprath · Hendrik Feldwehr · Johannes Dietrich · Stefan Herbst | 1:32,02  | França · Benjamin Stasiulis · Hugues Duboscq · Frédérick Bousquet · Amaury Leveaux | 1:32,13  |

### Dones[2]
| Prova                 | Or                                                                                        | Temps   | Plata                                                                         | Temps   | Bronze                                                                           | Temps   |
| 50 m lliure           | Hinkelien Schreuder · Països Baixos                                                       | 23,32   | Ranomi Kromowidjojo · Països Baixos                                           | 23,58   | Dorothea Brandt · Alemanya                                                       | 23,74   |
| 100 m lliure          | Inge Dekker · Països Baixos                                                               | 51,35   | Ranomi Kromowidjojo · Països Baixos                                           | 51,44   | Jeanette Ottesen · Dinamarca                                                     | 52,18   |
| 200 m lliure          | Federica Pellegrini · Itàlia                                                              | 1:51,17 | Evelyn Verrasztó · Hongria                                                    | 1:52,61 | Femke Heemskerk · Països Baixos                                                  | 1:54,20 |
| 400 m lliure          | Coralie Balmy · França                                                                    | 3:56,55 | Lotte Friis · Dinamarca                                                       | 3:59,06 | Ophelie Cyrielle Etienne · França                                                | 3:59,94 |
| 800 m lliure          | Lotte Friis · Dinamarca                                                                   | 8:08,02 | Erika Villaécija · Espanya                                                    | 8:13,93 | Ophelie Cyrielle Etienne · França                                                | 8:16,20 |
| 50 m esquena          | Sanja Jovanović · Croàcia                                                                 | 25,70   | Aliaksandra Herassimènia · Belarús                                            | 26,12   | Ksenia Moskvina · Rússia                                                         | 26,38   |
| 100 m esquena         | Ksenia Moskvina · Rússia                                                                  | 56,36   | Sanja Jovanović · Croàcia                                                     | 56,93   | Aliaksandra Herassimènia · Belarús                                               | 57,23   |
| 200 m esquena         | Alexianne Castel · França                                                                 | 2:02,67 | Jenny Mensing · Alemanya                                                      | 2:03,31 | Pernille Larsen · Dinamarca                                                      | 2:03,50 |
| 50 m braça            | Moniek Nijhuis · Països Baixos                                                            | 29,68   | Jane Trepp · Estònia                                                          | 29,82   | Janne Schaefer · Alemanya                                                        | 29,92   |
| 100 m braça           | Caroline Ruhnau · Alemanya                                                                | 1:04,84 | Moniek Nijhuis · Països Baixos                                                | 1:04,96 | Jennie Johansson · Suècia                                                        | 1:05,19 |
| 200 m braça           | Rikke Møller-Pedersen · Dinamarca                                                         | 2:16,66 | Nađa Higl · Sèrbia                                                            | 2:17,52 | Joline Höstman · Suècia                                                          | 2:19,28 |
| 50 m papallona        | Inge Dekker · Països Baixos · Hinkelien Schreuder · Països Baixos                         | 25,00   | Cap                                                                           |         | Ingvild Snildal · Noruega                                                        | 25,10   |
| 100 m papallona       | Inge Dekker · Països Baixos                                                               | 55,74   | Diane Bui Duyet · França                                                      | 55,93   | Jeanette Ottesen · Dinamarca                                                     | 56,02   |
| 200 m papallona       | Aurore Mongel · França                                                                    | 2:03,22 | Petra Granlund · Suècia                                                       | 2:03,82 | Franziska Hentke · Alemanya                                                      | 2:04,68 |
| 100 m estils          | Hinkelien Schreuder · Països Baixos                                                       | 57,85   | Evelyn Verrasztó · Hongria                                                    | 58,21   | Hanna-Maria Seppälä · Finlàndia                                                  | 58,86   |
| 200 m estils          | Evelyn Verrasztó · Hongria                                                                | 2:04,64 | Francesca Segat · Itàlia                                                      | 2:06,21 | Hannah Miley · Escòcia                                                           | 2:06,96 |
| 400 m estils          | Hannah Miley · Escòcia                                                                    | 4:25,66 | Mireia Belmonte · Espanya                                                     | 4:27,60 | Zsuzsanna Jakabos · Hongria                                                      | 4:28,46 |
| Relleus 4×50 m lliure | Països Baixos · Inge Dekker · Hinkelien Schreuder · Saskia de Jonge · Ranomi Kromowidjojo | 1:33,25 | Suècia · Emma Svensson · Josefin Lillhage · Claire Hedenskog · Sarah Sjöström | 1:35,46 | Alemanya · Dorothea Brandt · Daniela Samulski · Lisa Vitting · Daniela Schreiber | 1:36,73 |
| Relleus 4×50 m estils | Països Baixos · Hinkelien Schreuder · Moniek Nijhuis · Inge Dekker · Ranomi Kromowidjojo  | 1:42,69 | Suècia · Emma Svensson · Josefin Lillhage · Sarah Sjöström · Claire Hedenskog | 1:45,13 | Rússia · Ksenia Moskvina · Daria Deeva · Olga Klyuchnikova · Svetlana Fedulova   | 1:46,10 |

## Medaller
| Pos.  | País          | Or | Plata | Bronze | Total |
| 1     | Països Baixos | 10 | 3     | 1      | 14    |
| 2     | Rússia        | 8  | 5     | 8      | 21    |
| 3     | França        | 6  | 2     | 3      | 11    |
| 4     | Alemanya      | 5  | 3     | 4      | 12    |
| 5     | Hongria       | 3  | 4     | 1      | 8     |
| 6     | Croàcia       | 2  | 3     | –      | 5     |
| 7     | Dinamarca     | 2  | 1     | 5      | 8     |
| 8     | Itàlia        | 1  | 3     | 1      | 5     |
| 9     | Àustria       | 1  | –     | 1      | 2     |
| 9     | Regne Unit    | 1  | –     | 1      | 2     |
| 9     | Noruega       | 1  | –     | 1      | 2     |
| 12    | Suècia        | –  | 3     | 2      | 5     |
| 13    | Espanya       | –  | 2     | 3      | 5     |
| 14    | Polònia       | –  | 2     | –      | 2     |
| 15    | Sèrbia        | –  | 1     | 2      | 3     |
| 16    | Belarús       | –  | 1     | 1      | 2     |
| 16    | Eslovènia     | –  | 1     | 1      | 2     |
| 18    | Estònia       | –  | 1     | –      | 1     |
| 18    | Lituània      | –  | 1     | –      | 1     |
| 20    | Finlàndia     | –  | –     | 1      | 1     |
| 20    | Israel        | –  | –     | 1      | 1     |
| 20    | Ucraïna       | –  | –     | 1      | 1     |
| Total | Total         | 40 | 36    | 38     | 114   |